# Jan Liebermann

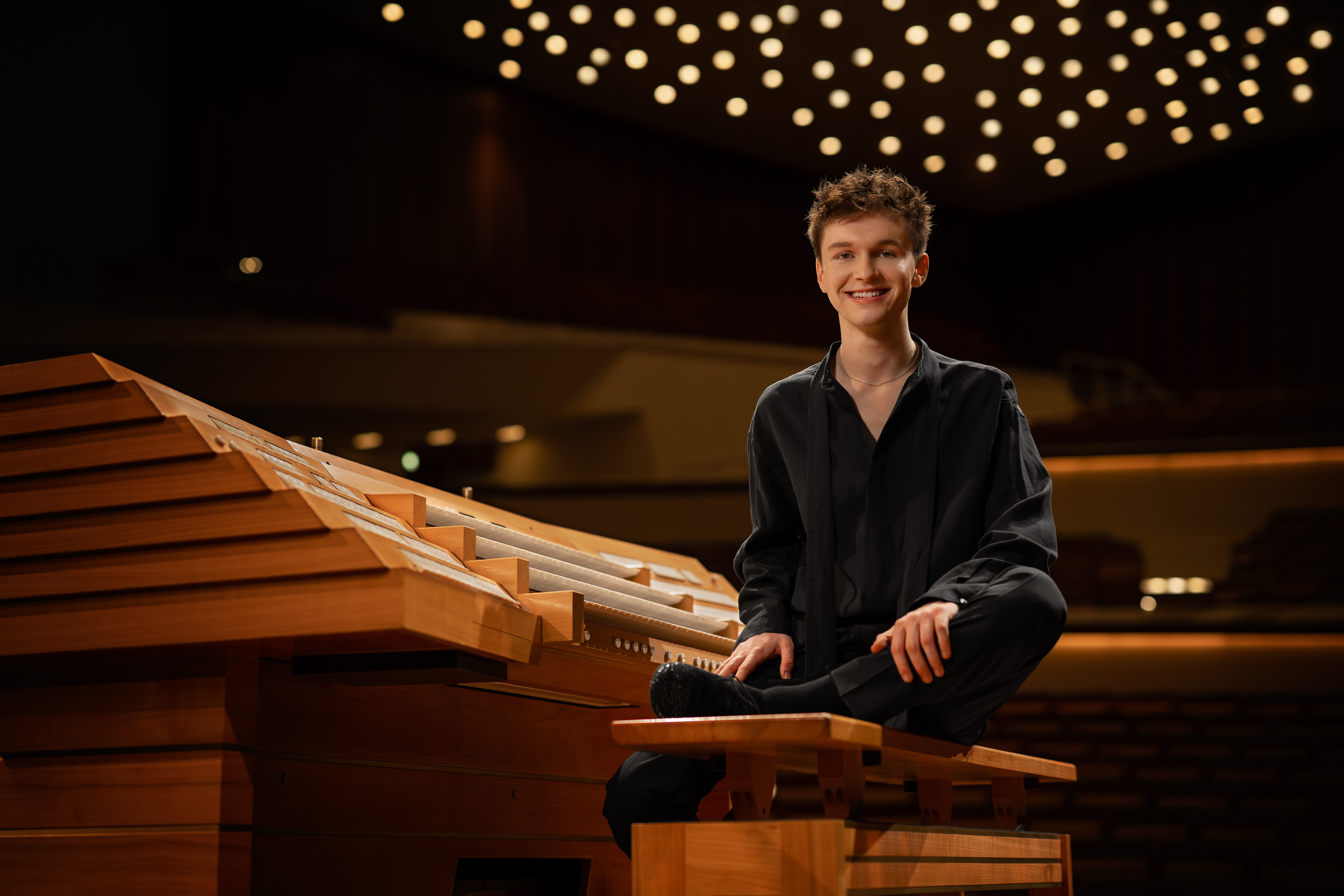
Jan Liebermann in der Berliner Philharmonie (2025)

Jan Liebermann (* 29. August 2005 in Kronach) ist ein deutscher Organist.

## Werdegang
Jan Liebermann erhielt seinen ersten Klavierunterricht im Alter von sieben Jahren und wurde bereits zwei Jahre später am Dr. Hoch’s Konservatorium in Frankfurt musikalisch gefördert. Im Jahr 2018 begann er sein Orgelstudium bei Bernhard Zosel in Kronberg. Im Dezember 2019 wurde er als Jungstudent in die Young Academy der Hochschule für Musik und Darstellende Kunst Frankfurt am Main (HfMDK) aufgenommen, ein Förderprogramm für hochbegabte Musikerinnen und Musiker ab 14 Jahren. Dort setzte er sein Studium in der Orgelklasse von Carsten Wiebusch fort. Zusätzlich erhält er Klavierunterricht in der Meisterklasse des International Piano Institute Bad Homburg bei Lev Natochenny.
Seit dem Wintersemester 2022/2023 studiert er in der Vorklasse der Hochschule für Musik in Mainz Orgelliteraturspiel bei Gerhard Gnann.

## Konzerttätigkeit
Seine Konzertaktivitäten führten ihn zu bedeutenden Zentren der Orgelmusik, darunter der Freiberger Dom, der Essener Dom, die Philharmonie Essen, der Soester Dom, das Freiburger Münster sowie die Stiftskirche in Stuttgart, die Hauptkirche St. Michaelis in Hamburg, St. Jakobi in Lübeck, St. Lamberti in Münster und die Kaiser-Wilhelm-Gedächtniskirche in Berlin. Internationale Konzertreisen führten ihn zudem nach England, wo er an renommierten Orten wie Salisbury Cathedral, King’s College in Cambridge, Truro Cathedral, Selby Abbey, Christchurch Priory, Keble College in Oxford und Southwark Cathedral in London auftrat. Im Mai 2025 debütierte er im Rahmen der Reihe Bach24 mit der auswendigen Aufführung der sechs Triosonaten BWV 525 - 530 im Müpa Budapest.
Zudem war Jan Liebermann bei zahlreichen namhaften Orgelzyklen zu Gast, darunter die „Internationalen Orgelkonzerte Erfurt“, die „Internationalen Hill-Orgel-Tage Berlin“, die „Stralsunder Orgelkonzerte“ sowie die „Frankfurter Orgeltage“. Darüber hinaus war er in der Konzertreihe „Hörprobe“ des Radiosenders Deutschlandfunk Kultur zu hören und wurde aufgrund seiner musikalischen Erfolge in Radio- (u. a. BR-Klassik, SWR, hr2-Kultur, hr-info, Deutschlandfunk Kultur) sowie Fernsehsendungen (u. a. Landesschau Rheinland-Pfalz) portraitiert.
Eine Spezialität Liebermanns ist das an der Orgel unübliche Auswendigspiel. So führte der 18-jährige Künstler im Frühjahr 2024 bei mehreren öffentlichen Konzerten jeweils alle sechs Triosonaten von Johann Sebastian Bach auswendig auf. Das Debütkonzert dieser Reihe wurde live aus dem Orgelsaal der Hochschule für Musik in Mainz ins Internet übertragen und von Gerhard Gnann moderiert. Für seine künstlerischen Leistungen wurde er daraufhin vom Rotary Club Mainz-Churmeyntz mit dem Kulturförderpreis 2024 ausgezeichnet. Ein Jahr später widmete er sich der Aufführung aller Trois Préludes et Fugues von Marcel Dupré, die er ebenfalls mehrfach in öffentlichen Konzerten auswendig präsentierte.
Jan Liebermann veröffentlicht regelmäßig Videos und Konzertmitschnitte auf sozialen Medien, in denen er Werke von verschiedensten Komponisten präsentiert. Seine Aufnahmen erreichen auf YouTube, Instagram und Facebook insgesamt mehrere Millionen Aufrufe.

## Auszeichnungen

### Wettbewerbspreise (Auswahl)
- 2019: 1. Preis (ex aequo) beim Internationalen Klavierwettbewerb Jugend und Sonderpreis „Bach“[11]
- 2020: 2. Preis bei der International Young Organist Competition Moscow[12]
- 2021: 1. Bundespreis (25) beim Wettbewerb Jugend musiziert in der Kategorie „Orgel solo“[13]
- 2023: 2. Preis beim Internationalen Orgelwettbewerb Wuppertal[14][15]
- 2024: 1. Preis bei der Northern Ireland International Organ Competition 2024[16]

### Sonder- und Förderpreise
- 2021: Sonderpreis der Stiftung Musikleben[17]
- 2021: Drosihn-Förderpreis des Lions Club Wiesbaden-Mattiacum
- 2021: Stipendium der Jürgen Ponto-Stiftung zur Förderung junger Künstler[18]
- 2024: Kulturförderpreis des Rotary-Clubs Mainz-Churmeyntz für Studierende der HfM[19]
- 2025: Förderpreis Deutschlandfunk.[20]